# Luka (Kovalenko)
Luka (světským jménem: Andrij Vjačeslavovyč Kovalenko; * 11. července 1971, Charcyzk) je ukrajinský duchovní Ukrajinské pravoslavné církve Moskevského patriarchátu, arcibiskup a metropolita záporožský a melitopolský.

## Život
Narodil se 11. července 1971 v Charcyzku.
Po střední škole odešel pracovat jako sanitář do městské nemocnice. Roku 1989 nastoupil do vojenské služby.
V březnu 1998 jej metropolita doněcký a mariupolský Ilarion (Šukalo) rukopoložil na diákona a v květnu 1999 na jereje. Sloužil v chrámu svatého Mikuláše v Doněcku.
Dne 25. prosince 2003 byl ve Svatohorské lávře postřižen na monacha se jménem Luka na počest svatého Luky (Vojno-Jaseněckého).
V květnu 2004 byl povýšen na archimandritu.
Pd září 2005 byl duchovním poltavské eparchie. Byl zástupcem předsedy Synodního oddělení náboženské vzdělávání, misie s katechezi Ukrajinské pravoslavné církve.
Dne 13. listopadu 2005 proběhla jeho biskupská chirotonie na biskupa vasylkivského a vikáře kyjevské eparchie. Od stejného roku působil jako představený Hlynské pustyně.
Dne 29. dubna 2008 byl povýšen na arcibiskupa a 8. dubna ustanoven arcibiskupem konotopským a hluchivským.
Dne 23. prosince 2010 byl převeden na záporožskou katedru.
Od 8. května do 20. července 2012 dočasně spravoval berďanskou eparchii.
Dne 17. srpna 2016 byl povýšen na metropolitu.
Od září 2018 do dubna 2019 byl dočasným členem Svatého synodu Ruské pravoslavné církve.
Dne 12. prosince 2022 byl v souvislosti s Ruské invaze na Ukrajinu zařazen na sankční seznam Ukrajiny.